# Švapska Jura
Švapska Jura ili Švapska visoravan (njem.: Schwäbische Alb) je kršno- šumovito brdsko područje u jugozapadnoj Njemačkoj, najvećim dijelom u saveznoj državi Baden-Württemberg. 
Arheološki lokaliteti na gorju Švapske Jure, poznati kao špilje i umjetnost ledenog doba Švapske Jure, su upisani na UNESCOv popis mjesta svjetske baštine u Europi 2017. god., jer su među najvažnijima za proučavanje špiljske umjetnosti starijeg paleolitika u vrijeme kada se na ovom području javljaju prvi moderni ljudi - kromanjonci (43000. pr. Kr.-33000. pr. Kr.), tijekom posljednjeg ledenog doba.

## Zemljopisne odlike
Dužina sredogorja iznosi oko 200 kilometara, a širina u prosjeku približno 40 kilometara.
Na zapadu se nalazi rijeka Neckara i Dunava. 
Najviši vrh je Lemberg (1015 m). 
Švapska Jura obuhvaća područje krša u kojim je do sada otkriveno oko 2.500 špilja. 
Blizu Immendingena Dunav prodire u podzemlje kao ponornica u kršu a u Blautopfu blizo Blaubeurena ponovo izvire.

## Krajolik
Uglavnom blago brežuljkast, na istoku često ravan. Brda su često prekrivena malim šumama. Mnoga mala polja (često nasadi repice i drugih štedljivih biljaka). Uglavnom mala sela.
Tradicionalni krajolik su bila travnata polja s grmljem borovice. Ovce su jele sve ostalo. Danas je to postalo relativno rijetka slika. Međutim, u nekim mjestima to je zaštićeno od strane vlade Baden-Württemberga.

## Jezik
Varijacija švapskog njemačkog jeziku na vrhu uzvisine (njemački: (Albschwäbisch) je značajno različita, i jači nego, čak i od najšireg švapskog iz nizinskih područja Po cijeloj regiji, mnogi izrazi i gramatika su vrlo lokalizirani, čak. Do razine sela, međutim, švapski u brdskoj regiji se odlikuje pjevajljivom melodijom, a neki od glagolskih oblika su također različiti, ne samo u odnosu na standardni njemački, nego i ostatka Švapske.

## Tradicionalni život
Život je bio vrlo težak u Švapskoj Juri. Nedostatak vode i loša kvaliteta tla činili su ovu regiju zaostalom. Za mnoga sela dobavljanje vode je zahtijevalo dugo putovanje na konjima. Budući da se voda često trebala pohranjivati tijekom dugog vremena,  često je bila ustajala. Iz toga je razloga dezinfekcija putem alkohola bila vrlo popularan: "Most" (jabučno vino) je bilo miješano s vodom, pa čak i davano maloj djeci. Suvremeni vodoopskrbni sustav (izvanredan za svoje vrijeme) sagrađen je krajem 1880-tih godina, što je olakšalo situaciju u ovim krajevima.

## Stanovništvo
Zbog svojih teških životnih uvjeta, Švabe su smatrani, a to je ostalo i u 21. stoljeću, bili na zlu glasu škrti i snalažljivi ljudi- važne osobine za život u krajevima s ograničenim resursima. 
Osobito u udaljenim dijelovima regije, stanovnici imaju sklonost biti prilično pokrajinski orijentirani i izravni. Međutim, pragmatizam i iskrenost su takođerčesto povezane s njima.
Oni su stereotipno mudri, pogotovo sa svojim novcem, a tradicionalno poduzetnički raspoloženi, ovisno o smislu za izmišljanje specijaliziranih naprava i procesa. Švapska i Crna šuma, još uvijek imaju niz gradova s malim tvrtkama s tehnički naprednim proizvodima kao što su alatni strojevi i medicinski uređaj za svjetsku potrošnju u gradovima s manje od 10.000 stanovnika.

## Vanjske poveznice
- webstranica od švapskima alpama  (njem.)